# 15 cm sFH 18
15 cm sFH 18 (schwere FeldHaubitze 18) var en tung tysk 150 mm haubits som började utvecklas 1926. Den var baserad på den tidigare 15 cm sFH 13 från 1913. Modellåret 1918 var ett försök att bakdatera kanonen då Tyskland enligt Versaillesfredens villkor inte hade rätt att utveckla nya artilleripjäser. Kanonen var färdigutvecklad för produktion 1933 och togs officiellt i bruk 1935. Även om 15 cm sFH 18 var en klar förbättring var den ändå underlägsen flera av de allierades motsvarande pjäser. På grund av sin något begränsade räckvidd försågs pjäsen med den första granattypen med raketmotor, som ökade räckvidden. Eftersom pjäsen var konstruerad för att dras med hästspann fick den stel hjulaxel och hårda gummihjul. Detta gjorde att pjäsen inte kunde bogseras efter lastbil i några högre farter. Ett vanligt dragfordon för pjäsen var halvbandvagnen SdKfz 7.